# Szent László Katolikus Szakkollégium
A Szent László Katolikus Szakkollégium 1978-ban épült és 1995-ben nyitott meg mint kollégium.
Dr. Pápai Lajos, a Győri Egyházmegye püspöke alapította 1995. július 4-én, abból a célból, hogy magas szakmai tudással rendelkező, hiteles, elkötelezett, felelős keresztény értelmiségi réteg kialakulását segítse
Az intézmény - az első évek előkészítő munkálatai után - a 2000/2001-es tanévben csatlakozott az országos szakkollégiumi mozgalomhoz, s azóta mint Szent László Katolikus Szakkollégium működik. A jelenlegi igazgató Tóth Tibor, a kollégiumi lelkész Kaposi Gábor.

## Katolikus Egyetemi Lelkészség
A Széchenyi István hallgatói számára is nyitott tanévnyitó, tanévzáró ökumenikus istentiszteleteket szervez a kollégiumhoz kapcsolódó templomban, a Győri Szentháromság Plébánián.
Vasárnaponként ugyanitt este nyolckor van egyetemista szentmise, hétköznaponként este hatkor.
A szakkollégisták számára évente két lelkigyakorlat van megrendezve.

## Tanulmányi program
Az első évben a hallgatóknak kötelező részt venni egy Keresztény hit alapjai kurzuson, majd félévente egy-egy kötelezően választható, főként teológiai témájú  kurzuson. A kurzusok felhozatala félévente változik, jelenleg ezek indultak:
- Pályaorientáció, ha számít a hit
- Formáljunk embert!
- Környezeti és kommunikációs etika
- Krisztus arcvonásai az evangéliumokban
- Csillagászat

Igény szerint angol, német, spanyol nyelvkurzust is indít.

## Felszereltség
A kollégium 100 férőhelyes, többnyire kétágyas szobákkal. A szobákban van mosdó, az épület folyosónként egy fürdőszobával és egy teakonyhával felszerelt. Van lehetőség mosógép használatra. A kollégiumban vannak tantermek, kápolna és díszterem. A kollégiumi díj jelenleg az államilag támogatott képzésben részt vevő hallgatók számára 14500 Ft havonta. A wifi a hallgatók számára ingyenes. Egyetemi hallgatók számára van lehetőség vendégként megszállni. A szakkollégium nem akadálymentesített. A szakkollégiumban délelőttönként van jelen a takarító és a gondnoki személyzet, portásszolgálat nincs. Az épületben kialakított lakrészben lakik a kollégiumi lelkész, ő jelenleg Kaposi Gábor atya, a Győri Szentháromság Templom plébánosa.

## Felvételi
Felvételi jelentkezést a kollégium honlapján lehet kezdeményezni, itt egy kérdőív kitöltése szükséges, azután egy személyes beszélgetésre is sor kerül. A szakkollégiumba a felvételt félévente kell megigényelni, minden felvételikor személyes beszélgetés történik az igazgatóval vagy a lelkésszel.